# Дејвид Стерн
Дејвид Џоел Стерн (енгл. David Stern; Њујорк, 22. септембар 1942 — Њујорк, 1. јануар 2020.) је био амерички адвокат и бизнисмен, који је био комесар Националне кошаркашке асоцијације (енгл. National Basketball Association), познатије као НБА, од 1984. године до 2014. године и надгледао је пораст НБА кошарке у један од најпопуларнијих спортова на свету током 90-их и 2000-их. Он је заслужан за развој и проширење НБА публике, посебно интернационалне, постављањем различитих тренинг кампова, егзибиционих утакмица, али и самим регрутовањем интернационалних играча у лигу. Уз Стерново вођство је такође отворено и 12 НБА канцеларија у градовима ван граница САД, али и преносе мечева у преко 200 земаља и на 40 различитих језика. Стерн је такође подржао и помогао оснивање Женске националне кошаркашке асоцијације (енгл. Women's National Basketball Association- WNBA), као и НВА развојне лиге (енгл. NBA G league). Под Стерном је НБА лансирао своје дигитално присуство сајтом NBA.com, као и са телевизијским програмом NBA TV. Он је основао и програм друштвене одговорности НБА који се назива NBA Cares, који помаже многим угроженим људима широм планете.
Стерн је своју каријеру у НБА започео 1966. године као спољни саветник, потом је 1978. године постао генерални саветник за НБА, а 1980. је постао извршни потпредседник лиге. Комесар је постао 1984. године, тако што је наследио Лерија О’Брајана. Након 30 година, 2014. године, Дејвид Стерн се повукао са места комесара, као комесар са најдужим стажом у историји Северно-америчких спортских лига. Примљен је у кошаркашку Кућу славних као и у ФИБА Кућу славних.

## Младост
Дејвид Стерн је рођен на Менхетну, Њујорк, као једно од троје деце Ане (рођене Бронстин, 1918-1990) и Вилијама Стерна (1918—1980), који су били Јеврејска породица. Одрастао је у Њу Џерзију, где је његов отац држао продавницу јеврејских производа. Стерн је одрастао као навијач Њујорк Никса, и често је посећивао њихове утакмице у Медисон Сквер Гардену са његовим оцем. Кратко се бавио кошарком као играч, коју је због озбиљније повреде колена морао да престане да игра.
Након дипломирања средње школе у Тинеку, 1959. године, Дејвид Стерн похађа Ратгерс универзитет, са ког је дипломирао 1963. године са историјом као главним предметом. Потом је похађао правну школу на универзитету Коломбија, где је 1966. године докторирао.

## Национална кошаркашка асоцијација

### Рани период
Након дипломирања правне школе, Стерн се прикључио адвокатској фирми Проскауер, Роуз, Гец и Менделсон (енгл. Proskauer, Rose, Goetz and Mendelsohn), која је дуги низ година заступала НБА. Он је био главни адвокат који је представљао фирму у случају Робертсон против Националне кошаркашке организације, знамените тужбе коју је против Националне кошаркашке агенције поднео тадашњи играч Оскар Робертсон. Стерн је помогао лиги да преговара о нагодби која је дозволила спајање две асоцијације, Националне кошаркашке асоцијације и Америчке кошаркашке асоцијације (енгл. American Basketball Association- ABA), али у исто време дозволила играчима да постану слободни агенти по први пут у историји.
Године 1978. Стерн је напустио Проскауер-Роуз, како би постао генерални саветник за НБА, под комесаром Леријем О’Брајаном. До 1980. године О’Брајан је унапредио Стерна до позиције главног потпредседника лиге пословно-правних послова, што је дефакто учинило Стерна одговорним за маркетинг, телевизију и односе са јавношћу читаве лиге. За ово време је Стерн увео два значајна споразума у НБА удружење играча: тестирање на дроге и селери кеп, ниво новца које један тим сме потрошити на плате играча. Чланак Лос Анћелес Тајмса из 1980. године је проценио да 40 до 75 процената свих играча у лиги користи кокаин. Политика тестирања на дроге се бавила перцепцијом да НБА има проблем са дрогом, што је лига и признала, али и то да раде на томе да очисте лигу од дроге. НБА је био прва лига у Северној Америци која је увела политику тестирања на дроге. Селери кеп је створио систем поделе прихода, где су власник и играчи фактички били партнери, где су играчи добијали 53 посто од читавог прихода. Оба ова споразума су учврстила Стернову позицију унутар НБА кругова.

### НБА комесар
Првог фебруара 1984. године, Дејвид Стерн је постао комесар НБА лиге, када је наследио О’Брајана током опорављања лиге од свог најцрњег периода. Уместо да се маркетинг бави читавим тимовима лиге, Стерн је променио фокус на најбитније играче тима, звезде, као што су у то време били Меџик Џонсон, Лари Бирд, као и Мајкл Џордан и Чарлс Баркли са НБА драфта 1984. године, који се десио врло брзо након Стерновог доласка на место комесара. Џорданов долазак је посебно отворио нову еру комерцијалне благодети за НБА. Са Џорданом су дошли и његов таленат за игру, што је довело до Џордановог уговора са Најком, што је лиги донело још више интернационалне пажње. 
Стерн је водио лигу кроз опадајућу гледаност све до глобалног раста. У његовој првој години као комесар, Стерн је понудио Адриану Паенси, јужно-америчком кошаркашком и фудбалском аналитичару, права да на аргентинском Каналу 9, пушта недељне најбоље моменте из НБА лиге за 2000 долара годишње. Године 1987. је почео да шаље ВХС траке из своје канцеларије у Њујорку до кинеске телевизије, све у циљу да прошири лигу ван граница Северне Америке. Стерн је дозволио професионалцима да учествују на Олимпијским играма, што је довело до стварања америчког "Дрим тима", сачињеног од НБА играча, који су освојили злато на Олимпијским играма 1992. године. Након тога је и започео први талас интернационалних НБА звезда.
Један од чланова "Дрим тима" био је и Меџик Џонсон, који је годину дана раније објавио да је позитиван на ХИВ и да се повлачи из кошарке. Он је то објавио на прес конференцији, са Стерном одмах поред њега. У то време, јавност се плашила ХИВ-а, а сама болест се сматрала ђаволском. Неки људи су сматрали да се могла преносити знојем или руковањем. Упркос негодовању јавности, Стерн је дозволио Џонсону да игра на All-star утакмици 1992. године, а и касније за "Дрим тим". Након читања многобројне медицинске литературе и консултовања са експертима, Стерн је помогао информисању власника тимова, играча, спонзора и јавности о самом вирусу, и како се преноси. НБА лига је увела процедуре контроле инфекције, где играчи од тада нису могли да буду на терену уколико крваре. 
Године 1995. НБА лига се проширила на Канаду, са две нове екипе, Тороно Репторси и Ванкувер Гризлиси. Током Стерновог мандата, седам нових франшиза је уведено у лигу (Хорнетси, Тимбервулвси, Хит, Меџик, Гризлији, Репторси и Бобкетси), па је од 2004. године број тимова у лиги достигао 30.
Током 2000. године, откривено је да су Минесота Тимбервулвси подмитили Џо Смита, тадашњег играча, две године раније, нудећи му уноснији уговор у будућности, уколико потпише за њих за вредност испод његове вредности на "маркету", како би могли да потпишу више играча у кратком временском периоду. НБА лига је то открила, поништила последњу годину уговора Џо Смиту, казнила франшизу са 3.5 милиона долара и одузела им пикове прве рунде у наредне три године. Иако су многи веровали да је оваква врста подмићивања стална пракса у лиги, Стерн се придржавао одлуке судије Кенета Дамса да су Тимбервулвси потписали тајни споразум и негирао је да лига прави пример од Тимбервулвса за остале тимове. 
Пре сезоне 2005-06, НБА лига је објавила нови дрес код, који је забрањивао играчима да носе слушалице, огрлице, шорцеве, мајице без рукава, наочаре за сунце, дресове и качкете током било каквих јавних појављивања везаних за НБА лигу. Ален Ајверсон је критиковао овакву политику: "Они циљају момке који се облаче као ја, момке који се облаче у хип-хоп стилу ... Мислим да су овога пута претерали." Деценију касније, овај Стернов едикт је заслужан за стварање модног стила међу НБА играчима који се окрећу високој моди.
Стерн се залагао и за то да у лиги постоји минимални број година које играч мора имати како би приступио лиги. Почевши од драфта 2006. године, играчи више нису могли бити бирани директно из средње школе, и морали су да имају минимум 19 година како би играли у НБА. Још 2001. године је Стерн говорио, "Уколико ова деца имају могућност да још мало сазре, да добију још мало тренирања и генерално још мало животног искуства, онда је то добро." Критикован је због његових референци да пунолетне људе, преко 18 година, који су углавном били афро-американци, назива "децом", док су други професионални спортови и занимања дозвољавали осамнаестогодишњаке.
Од сезоне 2006-07, лига је увела нову "микрофибер" лопту која се од тада користила у НБА утакмицама, и која је заменила претходни стил лопте који се користио још од 70-их. Власник Далас Маверикса, Марк Кјубан, се слагао са потребом за новом лоптом, тврдећи да је претходни стил лопте био неконстантан. Многи истакнути играчи су отворено изражавали незадовољство новом лоптом, где је један од њих био и Шакил О’Нил, који је рекао, "Лопта има осећај као оне јефтине лопте које купујете у продавници играчака". Касније студије, које је финансирао управо Марк Кјубан, су тврдиле да "нова лопта одскаче 5 до 8 посто мање него типична кожна лопта, када се баци са 1.2 метра висине... и да нова лопта одскаче 30 посто неодређеније."
Стерн је на почетку одбијао да се врати на оригиналну лопту упркос многим пријавама играча око нове лопте која се користи. Два месеца након почетка сезоне, Национално удружење играча је поднело притужбу повезану са квалитетом лопте, где су тврдили да лопта прави посекотине на прстима играча. Стерн је признао да је НБА "могао да уради бољи посао" са одлукама и имплементацијом, и да је било боље да је добио увид играча унапред. Једанаестог децембра 2006. године НБА лига је објавила да ће се од првог јануара 2007. године вратити на стару кожну лопту.
Године 2007. Стерн се уплео у контроверзу повезану са куповином и релокацијом тима Сијелт Суперсоникс у Оклахому. Његова подршка за неочекивану промену локације из 14. највећег тржишта, које је био Сијетл на 45. највеће тржиште, које је била Оклахома, је била преиспитивана од стране и медија и јавности. За време Стерновог мандата, 6 франшиза је променило локацију.
У лето 2011. године, НБА локаут је коштао лигу утакмица регуларне сезоне, други пут у својој историји, где се први пут десио током сезоне 1998-99. То су била једина два пута да је лига губила утакмице као резултат престајања са радом. Стерн је био познат као немилосрдни преговарач. Током локаута 2011. године био је оптужен од стране коментатора HBO-а Брајанта Гамбела да је "некакав модерни надзорник плантаже", реферишући на поделу између углавном белих власника НБА тимова, и углавном црних играча у тим тимовима. 
Осмог децембра 2011. године Стерн је ставио вето на трејд између три тима који би послао Криса Пола у Лос Анђелес Лејкерсе, Ламара Одома у Хорнетсе, чији је власник у том моменту била сама НБА лига, и Пау Гасола у Рокетсе, а чији су разлози, по речима портпарола лиге били "кошаркашки" Прве реакције широм лиге, фанова и медија су биле изузетно негативне, са играчима који су чак и на Твитеру изражавали своје незадовољство. И многи познати спортски новинари су критиковали овакву одлуку. Договор је клеветан посебно због конфликта интереса, узимајући у обзир да је НБА лига била власник једног од тимова укључених у трејд.
Двадесет петог октобра 2012. године, Стерн је објавио да се повлачи са места комесара НБА лиге почевши од првог фебруара 2014. године., након 30 година проведених на тој позицији, дуже него било који од његових претходника. Наследио га ја његов заменик у то време Адам Силвер.
Године 2014. Стерн је примљен у Кошаркашку кућу славних, а године 2016. је примљен у ФИБА кућу славних.

## Приватни живот и смрт
Стерн је био ожењен са Дијаном Бок Стерн, и они имају два сина: Ерика и Ендруа. Одседали су у Скарсдејлу у држави Њујорк. У каснијим годинама његовог стажа као комесара лиге, Стерн је примао годишњу плату од 9 милиона долара. 
Дванаестог децембра 2019. године. Стерн је добио излив крви у мозак и хитно је оперисан. Преминуо је првог јануара 2020. године, у 77. години живота. У сећање на Дејвида Стерна, сви НБА тимови су носили црне траке на дресовима до краја сезоне 2019-20. Неколицина кошаркашких легенди и садашњих кошаркаша су били веома погођени његовом смрћу, међу којима су Леброн Џејмс, Мајкл Џордан, Меџик Џонсон и Коби Брајант (који је преминуо само 25 дана након Стерна).